# 恐怖錄影帶
《恐怖錄影帶》（英語：The Poughkeepsie Tapes）是一部2007年美國偽紀錄恐怖電影，由約翰·艾瑞克·道鐸編劇、導演、剪輯和共同制作，講述了紐約波啟浦夕一名連環殺手犯下的謀殺案，透过採訪和从殺手的虐杀电影中提取的錄像片段呈现。
該片在2007年翠貝卡電影節上首映，但發行歷史卻麻烦重重。該片原定於2008年2月由米高梅在院線上映，但後來被從上映時間表中刪除。該片於2014年簡短发行了隨選視訊，但家庭媒體仍然無法取得。2017年10月，該片由Scream Factory透過新近復興的猎户座影业以DVD和藍光光碟形式重制并发行。

## 剧情
警察突襲紐約波啟浦夕的一所房子，發現了連環殺手愛德華·卡弗拍攝的800多盤錄影帶，這些錄影帶提供了他謀殺罪行的影像記錄，從綁架到受害者死後肢解的整個過程都被拍攝下來。虽然有大量證據，但是除非有完全偽裝，卡弗都是小心翼翼地避免在影片中出現，導致警方和執法部門仍然需要開始調查他和受害者的下落。
第一盤錄影帶記錄了他的第一個受害者被謀殺的情況，一名八歲的女孩被他綁架、強姦和謀殺。第一次犯罪成功後，卡弗變得更加謹慎。他說服安德森夫婦載他一程，然後用棍棒毆打男子，用氯仿制服了女子。然後，他對女子進行了剖宫产，將她丈夫的頭顱放入她的子宮內，然後將她縫合，叫醒她，拍攝她的反應。卡弗在另一個加油站的閉路電視錄影中出現，用手語揭示屍體的位置。
卡弗的下一個受害者是青少年谢里尔·登普西。他謀殺並殘害了她的男友蒂姆，將谢里尔囚禁在他的地下室裡，對她進行性虐待、身體虐待和心理虐待，將她當作他的“奴隸”。谢里尔的母親維多利亞在電視聲明中向綁架者發出呼籲。他去看望她，一边拍攝她，一边主動提出想要提供幫助。維多利亞意識到他就是她女兒的綁架者。他笑著逃跑，她感到震驚。
隨著犯罪行為受到越來越多的關注，卡弗改變了犯罪手法，開始冒充警察，把妓女当作犯罪目标。調查這些謀殺案的警方认为警官詹姆斯·福利具有重大犯罪嫌疑。由於福利有嫖娼前科、目擊者證詞中提到過、沒有不在場證據且有匹配的精子樣本，他於1996年被定罪並被判處死刑。福利仍然堅稱自己無罪，拒絕做出任何認罪協商。2001年9月9日，他被注射死刑。幾天后，他以前的搭档在郵箱中發現了一張地圖，上面標有另一具屍體的位置。真兇可能是從一家生育診所拿走了福利的精子陷害了他。9月12日，福利被宣告無罪。但由於刚刚发生九一一袭击事件，这条新闻并未引起公众关注。
在另一起謀殺案發生後，警方對兇手的地圖搜索進行了逆向工程，谢里尔在他空蕩蕩的房子裡被發現。她被救了，但因遭受苦難而受到不可逆轉的傷害，她營養不良，而且暗地里会自伤自残。在一次採訪中，她与綁架者產生共鳴並為他辯護，说他愛她。兩週後，她自殺身亡。她的屍體下葬後被挖出，空棺材裡還留著一盘錄影帶。調查人員思考着卡弗在哪裡，斷言他肯定會觀看這部紀錄片。片尾彩蛋中，卡弗拍攝了一名遭受虐待的婦女，威脅說只要她不眨眼就不会杀她。

## 演员
- 斯泰茜·奇博斯基 饰 谢里尔·登普西
- 本·梅斯默 饰 爱德华·卡弗
- 伊瓦尔·布罗格（英语：Ivar Brogger） 饰 伦纳德·施韦
- 卢奥·乔治 饰 费尔顿·刘易斯
- 迈克尔·劳森 饰 西蒙·阿尔雷
- 萨曼莎·罗布森（英语：Samantha Robson） 饰 萨曼莎·贝克
- 罗恩·哈珀（英语：Ron Harper (actor)） 饰 迈克·穆阿凯斯
- 基姆·肯尼 饰 帕姆·弗里尔斯
- 博比·休·卢瑟（英语：Bobbi Sue Luther） 饰 约瑟芬
- 艾丽斯·巴尔（英语：Iris Bahr） 饰 阿丽莎·克里利
- 莉萨·布莱克 饰 维多利亚·登普西
- 比尔·布克斯顿 饰 詹姆斯·福利
- 朱尔斯·布拉夫（英语：Jules Bruff） 饰 乔安妮·布莱克韦尔
- 托德·卡洪（英语：Todd Cahoon） 饰 泰德·邦迪
- 梅雷迪思·克罗斯 饰 珍妮特·安德森
- 亨利·迪特曼（英语：Henry Dittman） 饰 弗兰克·安德森
- 丹尼斯·加伯 饰 约瑟夫·丹弗斯
- 奇普·戈德温 饰 汉克·福利
- 戴维·哈克 饰 蒂姆·萨里

## 發布
《恐怖錄影帶》於2007年5月在翠貝卡電影節首映。該片預定於2008年2月8日由米高梅在院線上映。然而，儘管有宣傳廣告，這部電影仍在上映時間表中刪除。2014年7月，這部電影透過DirecTV首次以視訊點播型式正式發布。但不到一個月後，該片又再次被撤下，道鐸暗示米高梅正在考慮更廣泛地發行。

## 評價
雜誌《莫格街》的麥克·金格爾（Michael Gingold）在稱這部電影是令人毛骨悚然也令人沮喪的經歷，並評價它沒有提供足夠的深入了解這名「惡棍」的殘暴、殺害受害者的原因。Blu-ray.com上的布萊恩·歐恩多夫（Brian Orndorf）給這部電影評分為4顆星（滿分10顆星），寫道：「本片戲弄了一些有趣的情節方向，但同樣的痛苦情節重複時間越長越失去了張力，等於選擇是一種廉價的方式來打發觀眾們。」
血腥噁心網站給予這部電影打了4分（滿分5分），稱其為2007年「最好的獨立電影之一」，並寫道「這部電影令人恐懼、令人毛骨悚然、令人不安、怪異且觀看起來非常不舒服。」抽動電影網站的米雪兒·「伊茲」·加爾岡納（Michele "Izzy" Galgana）稱「絕對不是一部適合所有人的電影，尤其是那些對暴力和酷刑門檻較低的人。」「對於那些熱愛真實犯罪和尋獲佚失影片的人而言，《恐怖錄影帶》可謂寶藏。」

## 家庭媒體影片
本電影於2017年10月10日由尖叫工廠發行DVD和藍光光碟。